# Calendário
Calendário ist eine portugiesische Gemeinde (Freguesia) im nordportugiesischen Kreis Vila Nova de Famalicão. In ihr leben 11.659 Einwohner (Stand 30. Juni 2011).  Sie gehört neben den Gemeinden Antas, Brufe und Vila Nova de Famalicão zum Stadtgebiet von Vila Nova de Famalicão.
Das Ortsbild wird geprägt von der barocken Pfarrkirche. Das Museu da Industria textil stellt die Wirtschaftsgeschichte des Ortes dar. Im Gemeindegebiet befindet sich die archäologische Fundstätte des Castro de São Miguel-o-Anjo.

## Bauwerke
- Cruzeiro dos Centenários de Calendário